# Phyllophaga rufithorax
Phyllophaga rufithorax är en skalbaggsart som beskrevs av Moser 1921. Phyllophaga rufithorax ingår i släktet Phyllophaga och familjen Melolonthidae. Inga underarter finns listade i Catalogue of Life.